# Menhir de la Souchais
Le menhir de la Souchais est un menhir situé à Saint-Michel-Chef-Chef, dans le département de la Loire-Atlantique.

## Description
Le menhir est un bloc de quartz de 1,65 m de hauteur, sur 1,10 m de largeur pour une épaisseur d'environ 0,55 m.